# کوه کریستال
کوه کریستال (به پرتغالی: Monte Cristal) یک کوه در برزیل است که در میناز ژرایس واقع شده‌است. کوه کریستال ۸۹۷ متر بالاتر از سطح دریا واقع شده‌است.